# Holorhopaea sagata
Holorhopaea sagata är en skalbaggsart som beskrevs av Britton 1978. Holorhopaea sagata ingår i släktet Holorhopaea och familjen Melolonthidae. Inga underarter finns listade i Catalogue of Life.